# 松崗科技
松崗科技股份有限公司（英語譯名：Unalis），是台灣一家從事資訊服務業的公司，於1976年12月成立。初名「松崗電腦圖書資料股份有限公司」，以推廣資訊教育為宗旨投入台灣資訊業界，成為台灣第一家的電腦圖書資料公司，並曾出版過《CompuLife Today資訊生活雜誌》；2002年改為現名，負責人為鄭宏森，以線上遊戲代理與PC遊戲翻譯為主業。在中国大陆最早以其DOS时代的《快快乐乐学电脑》系列教学软体而闻名。根據經濟部商業司公司資料查詢網站資料，松崗科技已於2018年11月20日解散。

## 歷史

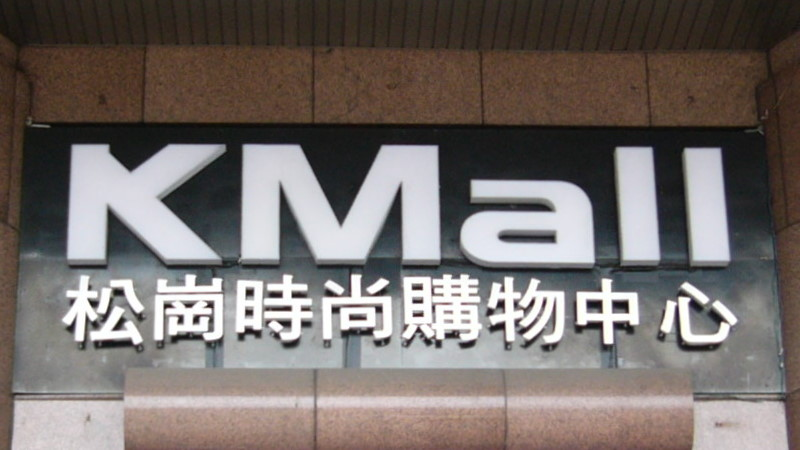
松崗時尚購物中心

- 1976年12月，松崗電腦圖書資料股份有限公司創立。
- 1993年，松崗電腦圖書資料公司代理第一款電腦遊戲《X戰機》（X-Wing）。
- 2000年，松崗電腦圖書資料公司代理電腦遊戲《交通巨人》（Traffic Giant）。[1]、《高球菁英賽》（Ultimate Golf）[2]
- 2001年，松崗電腦圖書資料公司代理電腦遊戲《絕對武力》（Counter-Strike）[3]、《無盡的旅程 (電子遊戲)（英语：The Longest Journey）》[4]、《暗黑破壞神Ⅱ》（Diablo Ⅱ）[5]。二月，與發行商Codemasters完成合約簽訂，將代理《閃擊點行動》、《闇黑聖劍（英语：Severance: Blade of Darkness）》、《越野菁英賽（英语：Colin McRae Rally 2.0）》[6]。八月，將休閒軟體銷售部門獨立為子公司「桐崗科技」[7]。
- 2002年，松崗電腦圖書資料公司改名為松崗科技股份有限公司，代理電腦遊戲《魔獸爭霸3》（Warcraft Ⅲ: Reign of Chaos）與線上遊戲《魔劍Online》（Shadowbane）；同年，松崗電腦圖書資料公司的圖書與商用軟體部門被文魁資訊買下。
- 2004年，松崗科技成立電子商務部門與海外部門。
- 2005年2月25日，松崗科技、中華電信與以色列Exent Technology共同在台北國際電玩展發表遊戲隨選下載（Game On Demand；GOD）平台《數位娛玩》（OTTOPLAY）。[8]
- 2010年12月，松崗科技推出網路遊戲整合平台《Play168》
- 2011年，松崗科技成立社群網站《APP01》
- 2015年11月25日，宣布旗下服務app01+/換多啦/BonusGift將於年底終止服務 （页面存档备份，存于）。會員因大量點數無法兌換，引發對該公司誠信問題之爭議。
- 2018年4月16日，宣布將於同年6月1日終止營運「極速快車手-電腦版」(DriftCity)。

## 旗下網路遊戲
- [https://web.archive.org/web/20131217221452/http://dco.play168.com.tw/index.aspx 極速快車手online

## 事件

### 2001年網咖授權爭議
2001年5月22日，松崗電腦圖書資料公司與其子公司柏崗科技連同警察與律師至台灣連鎖網咖「戰略高手」直營店，蒐證取締未經授權的《絕對武力》。

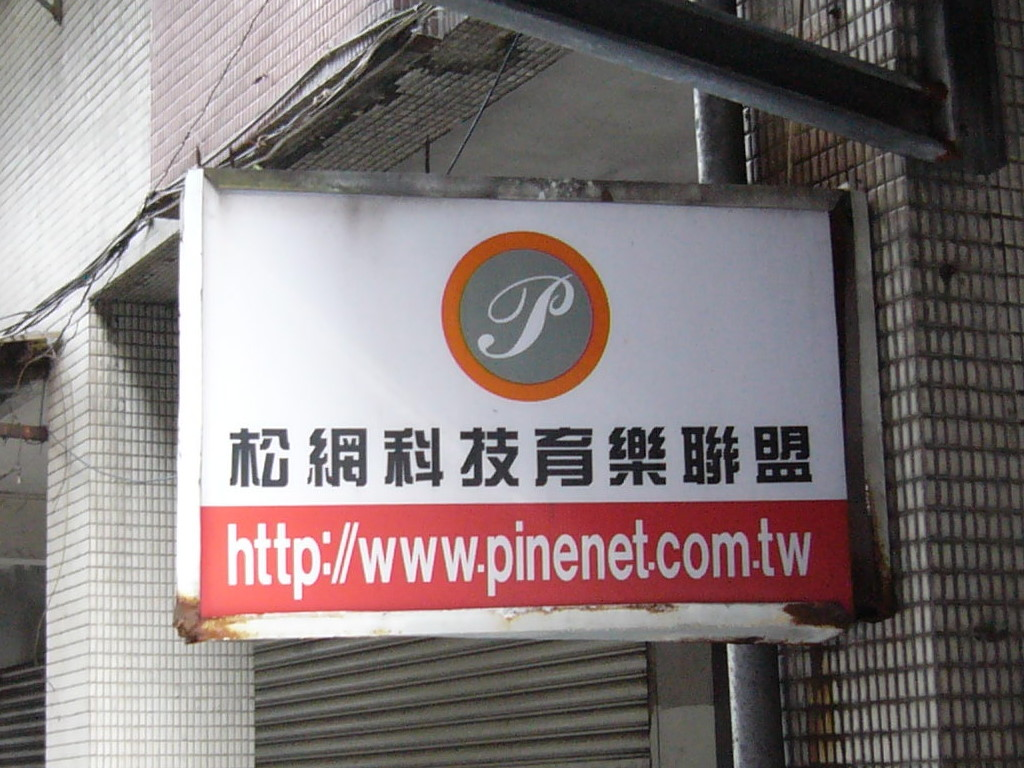
「松網科技育樂聯盟」加盟店招牌

2001年5月23日，戰略高手召開記者會指控，除《絕對武力》外，由於松崗與柏崗科技強迫搭售其他不暢銷與未上市產品，戰略高手將控告柏崗科技違反《公平交易法》；戰略高手副董事長吳文中宣稱已獲得《絕對武力》美國發行商Harvas Interactive的證實，由於松崗與柏崗的不合理利潤，戰略高手不需理會其控告。吳文中又說，柏崗從松網科技承接松崗旗下遊戲的網咖授權業務之後，柏崗完全否定戰略高手已經從松網科技取得《銀河生死鬥》（Tribes）授權的合約內容，並要求戰略高手重新付費取得授權。同日，柏崗宣稱，柏崗已多次與華彩軟體及戰略高手洽談軟體授權業務，但沒有得到善意回應，而且戰略高手從未取得《絕對武力》的合法授權，被蒐證取締的戰略高手直營店店長也坦承其《絕對武力》軟體是從網站下載而來，已構成侵權行為。柏崗也宣稱，正式合約已載明授權方案有兩種，即「單項產品授權」與「合購產品特惠授權」，後者的產品都是排行榜前十名的知名遊戲如《暗黑破壞神系列》與《戰慄時空系列》。

## 外部連結
- 松崗科技 （页面存档备份，存于）
- PC翻譯遊戲列表 （页面存档备份，存于）
- （英文）松崗科技在視覺小說數據庫的頁面（英文）